# Murabilia
Murabilia è una delle principali mostre-mercato italiane dedicate al giardinaggio di qualità e alla biodiversità botanica. Si tiene ogni anno nel mese di settembre lungo le mura rinascimentali della città di Lucca, in Toscana, e coinvolge i baluardi San Regolo e La Libertà, nonché l'Orto Botanico di Lucca.

## Storia
Murabilia nasce nel 2001 come iniziativa locale per valorizzare la cultura del verde e dell’orticoltura nella tradizione lucchese. Nel tempo, l’evento è cresciuto fino a diventare un punto di riferimento nazionale per gli appassionati di giardinaggio, collezionisti di piante rare, vivaisti specializzati e studiosi botanici.
L'evento è organizzato da Lucca Crea Srl, società anche responsabile del Lucca Comics & Games, in collaborazione con il Comune di Lucca e l’Orto Botanico di Lucca. La manifestazione si colloca all'interno del cartellone del Settembre Lucchese, periodo di eventi culturali e religiosi molto sentiti in città.

## Caratteristiche
Murabilia si svolge in una location unica: le mura urbane di Lucca, uno degli esempi più significativi di fortificazione rinascimentale ancora integro. L’evento occupa un tratto di circa 2 km, con allestimenti tematici, stand espositivi, mostre botaniche, conferenze e laboratori pratici.
Ogni edizione è dedicata a un tema specifico. Ad esempio:
- Edizione 2023: "L'Orto delle Meraviglie", con focus sulla biodiversità e varietà orticole antiche.
- Edizione 2024: "Uno sguardo verso il cielo", incentrata su alberi ad alto fusto e piante rampicanti.[2]

## Attività
Durante la mostra si tengono:
- Esposizioni florovivaistiche di piante rare, grasse, tropicali, carnivore, da orto e ornamentali.
- Mostre scientifiche e artistiche (illustrazione botanica, stampe storiche, erbari).
- Incontri con esperti, presentazioni di libri, dimostrazioni e laboratori.
- Attività educative per bambini con il progetto Young Gardening.

## Espositori e ospiti
Ogni anno partecipano oltre 250 espositori italiani e stranieri, tra cui vivaisti specializzati, associazioni botaniche e istituti di ricerca. Murabilia ha ospitato figure di rilievo come:
- Sue e Bleddyn Wynn-Jones del vivaio Crûg Farm Plants (Galles)
- Olivier Colin, botanico e paesaggista francese
- Francesca Marzotto Caotorta, fondatrice della rivista Gardenia[3]

## Premi e riconoscimenti
Murabilia assegna annualmente premi a espositori e figure rilevanti del settore. Tra i riconoscimenti:
- Premio Verdemente – conferito per la diffusione della cultura del verde.
- Premi per il miglior allestimento e la novità botanica più significativa.
- Riconoscimenti speciali postumi a membri dell’Associazione A.Di.P.A. (Associazione per la Diffusione di Piante fra Amatori).[4]

## Luogo
Le mura di Lucca, costruite tra il XVI e il XVII secolo, rappresentano una cornice unica per l’evento. Murabilia si svolge tra il Baluardo San Regolo e il Baluardo La Libertà, comprendendo anche l'Orto Botanico di Lucca, fondato nel 1820.

## Impatto culturale
L’evento ha contribuito alla valorizzazione della cultura del giardinaggio e alla diffusione di pratiche sostenibili nel verde urbano e domestico. È inoltre considerato uno degli eventi florovivaistici più autorevoli a livello nazionale, insieme a Orticola (Milano) e Euroflora (Genova).